# دراورکس
یک دراورکس (Draw-works) جزء اصلی ماشین بالابر یک دکل حفاری دوار است که ابزاری برای بالا بردن و پایین آمدن جعبه قرقره متحرک است. ریسمان حفاری دور استوانه دراورکس بالای تاج بلوک به جعبه قرقره متحرک پیچانده شده و به رشته حفاری اجازه حرکت به‌هنگام  چرخش استوانه را می‌دهد. 
دراورکس' (Drawworks) جزء اصلی سیستم بالابری یک دستگاه حفاری است. کار اصلی آن بالا و پایین بردن جعبه قرقره سیار (traveling block) است. کابل حفاری دور درام دراورکس پیچیده شده و از کراون (crown) وجعبه قرقره سیار (traveling block)می گذرد و به رشته حفاری اجازه حرکت به بالا و پایین، هنگام  چرخش درام دراورکس را می‌دهد. قسمتی از کابل از درام دراورکس تا کراون را فست لاین(fast line) می گویند. بعد کابل حفاری وارد اولین قرقره کراون شده و بین ۶ تا ۱۲ دور از قرقره های کراون و تراولینگ بلاک جهت افزایش قدرت مکانیکی میگذرد. سپس از آخرین فرقره کراون(crown) میگذرد و وارد انکر روی سطح دستگاه حفاری وارد شده و در آنجا به دکل ثابت می شود. این قسمت از لاین حفاری را لاین مرده(dead line) می نامند. دروازکسهای مدرن از ۵ بخش اصلی تشکیل شده اند: منبع قدرت، دنده های کاهنده سرعت، درام، ترمز اصلی و ترمز کمکی. دستگاه میتواند از یک منبع قدرت AC یا DC تغذیه شود و یا اینکه دراورکس  بصورت مکانیکی و از طریق زنجیر یا تسمه مستقیم به یک موتور دیزل متصل شود. تعداد دنده ها می تواند یک، دو و یا ۳ دنده ترکیب سرعت باشد. ترمز اصلی معمولاً به صورت دستی و توسط یک اهرم بلند عمل میکند. ممکن است ترمز اصلی از نوع اصطکاکی، دیسکی و یا کلاچ اصلاح شده باشد. در مواقعی که نیازی به حرکت نیست به عنوان ترمز دستی (parking brake) استفاده می شود. ترمز کمکی به درام دراورکس متصل است و انرژی آزاد شده را با کاهش بارهای سنگین جذب میکند. ترمز کمکی ممکن است از نوع ترمز برقی، مکانیکی و یا هیدرومکانیکی باشد. دو عدد کت هد(catheads) در دو طرف دراورکس قرار دارد که برای باز و بست کردن لوله های حفاری استفاده می شود. از قسمت بیرونی این کت هدها میتوان برای بالابردن بارهای کوچک در اطرف دستگاه حفاری نیز استفاده نمود. دراورکس ها همچینین یک چرخ زنجیر جهت اتصال و به حرکت درآوردن میز دوار دارند. البته در اغلب دستکاههای جدید میز دوار مستقیم به منبع تغذیه برقی متصل است. دراورکس برای کشیدن و یا بالا و پایین بردن چندین هزار پوند رشته حفاری با استفاده از منبع قدرت Ac، DC و یا مکانیکی بکار برده می شود. دراورکس بر اساس قدرت اسب بخار رده های متفاوتی از ۳۰۰ تا ۳۰۰۰ اسب بخار دارد.